# Subic (Zambales)
Subic is een gemeente in de Filipijnse provincie Zambales op het eiland Luzon. Bij de laatste census in 2010 telde de gemeente bijna 90 duizend inwoners.

## Geografie

### Bestuurlijke indeling
Subic is onderverdeeld in de volgende 16 barangays:
| - Aningway Sacatihan - Asinan Poblacion - Asinan Proper - Baraca-Camachile - Batiawan - Calapacuan - Calapandayan - Cawag | - Ilwas - Mangan-Vaca - Matain - Naugsol - Pamatawan - San Isidro - Santo Tomas - Wawandue |

## Demografie
Subic had bij de census van 2010 een inwoneraantal van 89.724 mensen. Dit waren 12.606 mensen (16,3%) meer dan bij de vorige census van 2007. Ten opzichte van de census van 2000 was het aantal inwoners gegroeid met 26.705 mensen (42,4%). De gemiddelde jaarlijkse groei in die periode kwam daarmee uit op 3,60%, hetgeen hoger was dan het landelijk jaarlijks gemiddelde over deze periode (1,90%).

De bevolkingsdichtheid van Subic was ten tijde van de laatste census, met 89.724 inwoners op 287,16 km², 312,5 mensen per km².